# Anuna De Wever
Anuna De Wever (Bèlgica, 16 de juny de 2001) és una activista pel clima i va ser una de les figures més destacades de la vaga escolar pel clima de Bèlgica.

## Biografia
Va néixer a Mortsel, Bèlgica. Amb Kyra Gantois i Adélaïde Charlier, es va convertir en una de les líders de la vaga escolar pel clima de Bèlgica. Com a resultat, de febrer a maig de 2019 va tenir una columna al setmanari HUMO.
Després de les vagues escolars a Bèlgica, el ministre flamenc de Medi Ambient de centre-dreta, Joke Schauvliege es va veure obligat a dimitir després d'haver afirmat falsament que el Servei de Seguretat de l'Estat belga tenia informació que indicava que la vaga climàtica era una organització per fer oposició política.
Les diferències personals van provocar una fissura dins del moviment Belgian Youth for Climate, amb la sortida de la cofundadora Kyra Gantois l'agost del 2019.
De Wever va fer una aparició al festival de música Pukkelpop del 2019 on va intentat atraure el públic per cridar l'atenció sobre els problemes climàtics. Aquesta crida va enfadar alguns assistents al festival que van assetjar el seu grup, li van llançar ampolles d'orina i la van seguir de tornada al seu càmping, la van amenaçar de mort i van destruir la seva tenda de campanya. El servei de seguretat va haver d'intervenir per protegir-la. Com que els atacants portaven una variant de la bandera de Flandes afavorida per elements d'extrema dreta del moviment flamenc, els organitzadors van prohibir l'esdeveniment amb aquestes banderes i en van confiscar una vintena.
L'octubre de 2019 va ser una de les activistes climàtiques més joves que van navegar a la Regina Maris per fer un viatge transatlàntic amb baixes emissions de carboni cap a la Conferència de les Nacions Unides sobre el canvi climàtic de 2019, a Santiago de Xile.
Al febrer de 2020, després de tornar d'Amèrica del Sud, va fer pràctiques al partit de l'Aliança Lliure Verda – Europea al Parlament Europeu, sense afiliar-se al partit.

## Premis
- El maig de 2019, De Wever i Kyra Gantois van rebre conjuntament el premi anomenat Arkprijs van het Vrije Woord.[14]
- El setembre de 2019, De Wever i Adélaïde Charlier van rebre el premi Ambaixador de consciència d'Amnistia Internacional Bèlgica en nom de Youth for Climate.[15]